# ألبرت ثورنتون
ألبرت ثورنتون (17 يناير 1856 - 14 يونيو 1931) (بالإنجليزية: Albert Thornton) هو لاعب كريكت بريطاني (وحمل سابقاً جنسية المملكة المتحدة لبريطانيا العظمى وأيرلندا).

## وصلات خارجية
- ألبرت ثورنتون على موقع إي آس بي آن كريك إنفو (الإنجليزية)